# Torre di Siloam

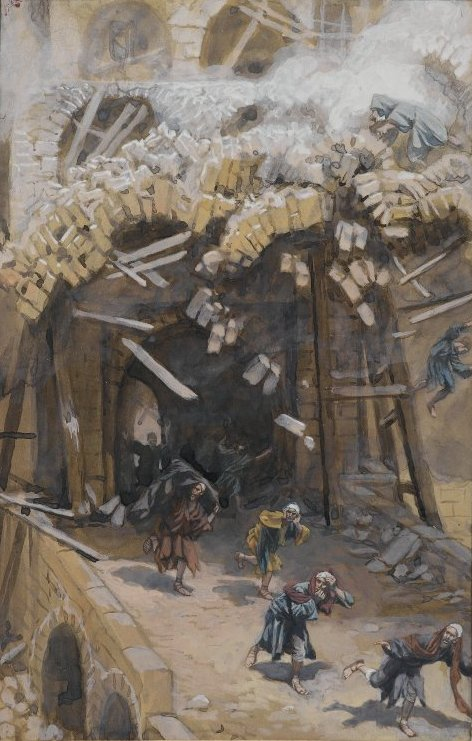
La torre in un dipinto di James Tissot

Secondo la Bibbia, la torre di Siloam (o Siloe) è stata un'antica torre dell'omonima città a sud di Gerusalemme, che crollò ai tempi di Gesù, uccidendo 18 persone.

## Nella Bibbia
Secondo il vangelo di Luca, Gesù menzionò il crollo della torre parlando di alcuni sacerdoti della Galilea uccisi dai romani durante i sacrifici. A Gesù chiesero se quella morte fu a causa di un loro peccato, e fu allora che Gesù fece il paragone con la torre di Siloam, affermando che la morte poteva toccare tutti, indipendentemente dal tipo di peccato. Gesù continuò dicendo che il pentimento era l'unica strada per scampare da queste tragedie.
Non è chiaro quando il crollo della torre di Siloam sia effettivamente avvenuto, ma è da immaginarsi che sia capitato in un tempo non troppo lontano dalle parole di Gesù.

## Identificazione
Matthew Henry, commentatore della Bibbia, identificò erroneamente la piscina di Siloe con la piscina di Betzaeta, e fece congetture sul fatto che la torre di Siloam avrebbe potuto essere una delle colonne che sorreggevano i cinque portici di quest'ultima piscina, menzionata anche nel Vangelo di Giovanni, e che i 18 morti siano stati uccisi proprio a causa del crollo di uno di questi portici. Quando la vera piscina di Betzaeta venne scoperta a nord di Gerusalemme, questa tesi venne meno.
Altri commentatori hanno speculato sul fatto che la torre di Siloam sia potuta essere parte di un acquedotto romano trasportante acqua alla piscina di Siloam. Tuttavia, sebbene sia noto che almeno due acquedotti vi portavano acqua, questi vennero edificati a livello del terreno, e pertanto non vi erano colonne di sostegno. 
Qualcuno ha ipotizzato inoltre che la torre fosse parte di un più vasto sistema difensivo a protezione di Gerusalemme, simile alla torre di Phasael.